# Володський Олександр Федорович
Володський Олександр Федорович (псевдонім — Валентин Балясний) (23 листопада (5 грудня) 1875, Чернігівщина — після 1932) — український актор та драматург; автор п'єс «Орися», «Панна-штукарка», «Я — не я»; Працював в театрах Кропивницького, Саксаганського, Садовського.

## Загальні відомості
У 1898—1908 в Чернігові очолював аматорський драматичний гурток, до складу якого входили М. Вороний, В. Самійленко, Б. Грінченко та ін.
Працював у трупах М. Л. Кропивницького під керівництвом П. К. Саксаганського і М. К. Садовського за участю М. К. Заньковецької (1901), І. Л. Сагатовського (1902—1906), Т. П. Колесниченка (1909). В 1910 очолював Товариство українських акторів (1913 — разом з П. П. Юркевичем). У 1900-их рр. брав активну участь у організації та розробці положення статуту Українського театрального товариства, роботі з'їзду українських сценічних діячів (1907).
Переклав твори «Вознесіння Ганнеле Маттерн» («Ганнуся») Г. Гауптмана, «Ревізор» М. Гоголя «Вона всьому призвідниця» Л. Толстого. Написав близько 20 п'єс, які було поставлено більшістю українських труп: «Орися» («В каламутній воді», 1901; постановка 1903 трупою О. А. Суходольського), «Під крамницями» (1903), «Панна штукарка» (1906, постановка 1907 П. К. Саксаганського), «Холод життя» (1910), «Я — не я» (1911).
У совєцький час керував драматичними гуртками.